# Retroprismă pentagramică
În geometrie retroprisma pentagramică este una dintr-o familie infinită de antiprisme neconvexe, fiind formată dintr-un număr par de fețe triunghiulare dintre două fețe poligonale stelate, în acest caz două pentagrame. Diferă de antiprisma pentagramică prin faptul că cele două pentagrame sunt orientate în opoziție.
Are 12 fețe, 20 de laturi și 10 vârfuri. Are indicele de poliedru uniform U80(a).
Retroprisma pentagramică poate fi înscrisă într-un icosaedru și are zece fețe triunghiulare în comun cu marele icosaedru. Are același aranjament al vârfurilor ca și antiprisma pentagonală. Poate fi considerat un mare icosaedru parabidiminuat.
De observat că fața pentagramei are un interior ambiguu deoarece laturile pentagramei se autointersectează. Zona centrală pentagonală poate fi considerată interioară sau exterioară, în funcție de modul în care este definit interiorul. O definiție a interiorului unui poligon este mulțimea de puncte din care o rază pentru a ieși din perimetru traversează laturile poligonului de un număr impar de ori, caz în care zona centrală este considerată exterior al pentagramei. Cealaltă definiție (uzuală) urmărește frontiera pentagramei, în formă de decagon concav, caz în care zona centrală este considerată interior al pentagramei.
|                                          |                                              |
| Marele icosaedru colorat cu simetrie D5d | Reprezentare alternativă cu pentagrame goale |

## Poliedre înrudite
Dualul său este trapezoedrul pentagramic concav.